# La Motte (Franschhoek)

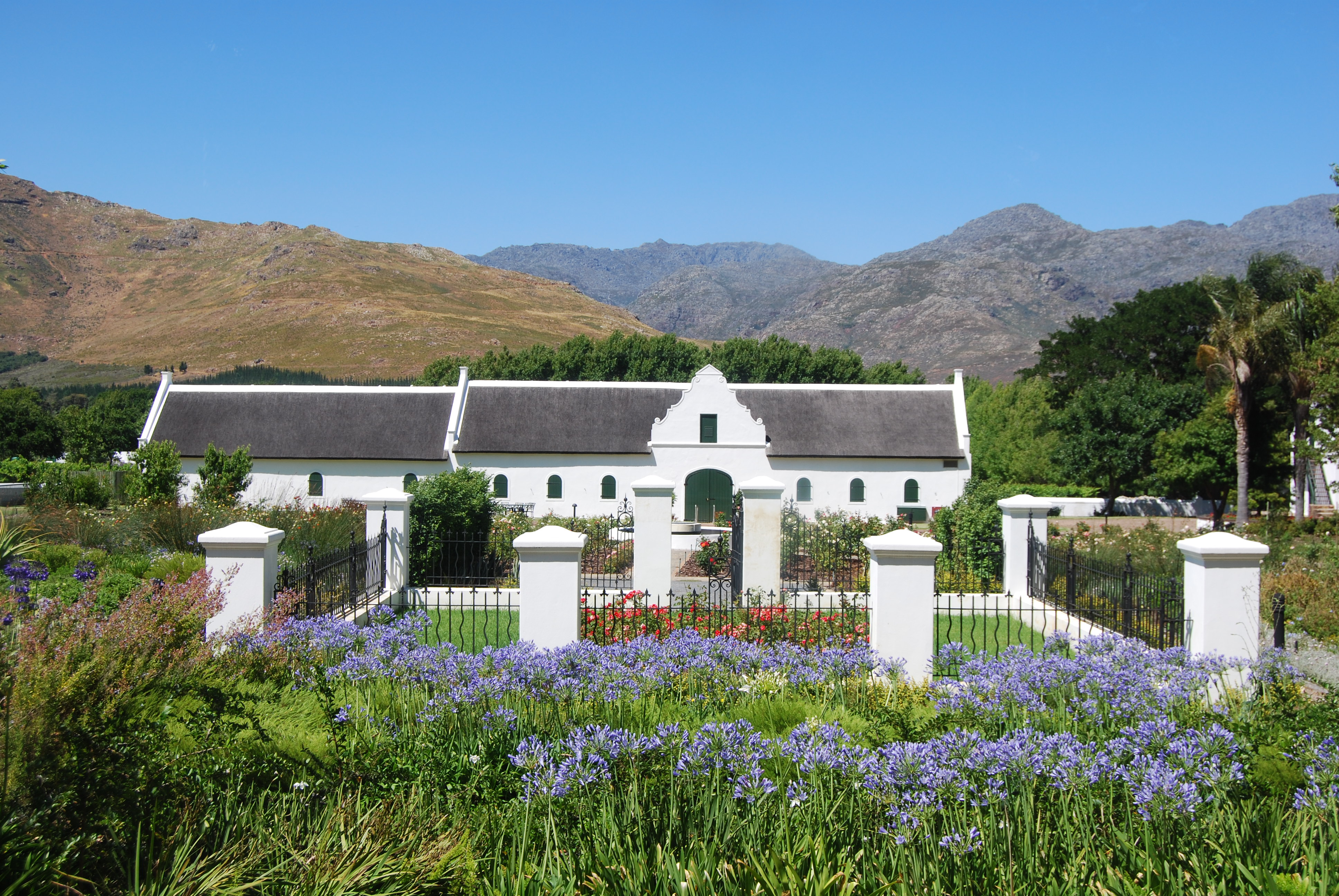
Het landgoed.

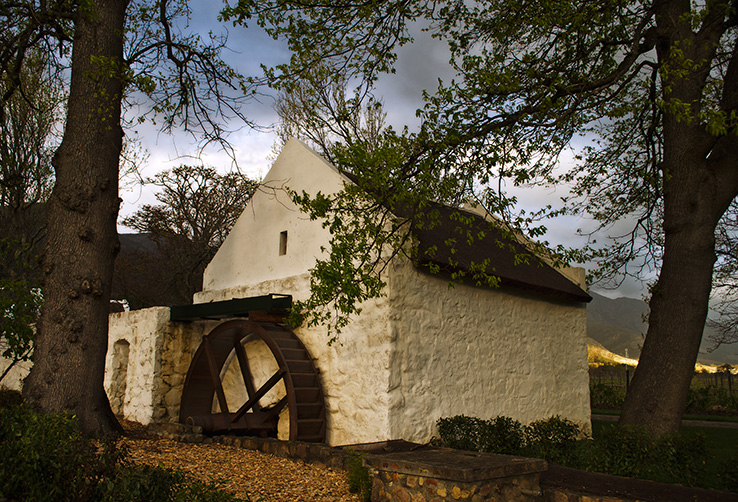
Oude watermolen.

La Motte is een wijnboerderij in het Zuid-Afrikaanse Franschhoek en is een voorbeeld van de Kaaps-Hollandse bouwstijl. De boerderij is in 1695 gesticht en later verkocht aan een der vele hugenoten die zijn neergestreken in de omgeving van Franschhoek en Stellenbosch, vandaar de Franse naam. La Motte staat vooral bekend om de biologische wijnen. De boerderij wordt druk bezocht door toeristen. Op het landgoed is restaurant Pierneef gevestigd.